# Кудинович, Алексей Сергеевич
Алексей Сергеевич Кудинович (2 марта 1951, Москва — 1 сентября 2024, Москва) — советский и российский актёр театра и кино. Народный артист Российской Федерации (2007).

## Биография
Родился 2 марта 1951 года в Москве.
В 1973 году окончил ВТУ им. М. С. Щепкина (курс В. И. Цыганкова). В том же году был приглашён в труппу Малого театра, где работал вплоть до кончины. За полвека работы сыграл более семидесяти ролей на сцене. Являлся ведущим артистом Малого театра.
На экране появлялся с 1974 года, в основном, в фильмах-спектаклях.
Ушёл из жизни 1 сентября 2024 года в Москве на 74-м году жизни.
Похоронен на Кузьминском кладбище.

## Творчество

### Роли в Малом театре
- 1973 — «Украли консула» (Г. Мдивани) — Рафаэль
- 1973 — «Умные вещи» С. Маршака — Начальник стражи
- 1973 — «Ярмарка тщеславия» У. Теккерея — Офицер
- 1974 — «Дачники» М. Горького — Молодой человек
- 1976 — «Средство Макропулоса» К. Чапека — архивариус Витек
- 1976 — «Вечерний свет» (А. Н. Арбузов) — Взъерошенный мужчина
- 1977 — «Гроза» А. Островского — Грузчик
- 1977 — «Русские люди» К. Симонова — Краузе
- 1977 — «Перед заходом солнца» Г. Гауптмана — Гость
- 1977 — «Заговор Фиеско в Генуе» Ф. Шиллера — Ремесленник
- 1977 — «Беседы при ясной луне» В. Шукшина — Михаил
- 1977 — «Царь Федор Иоаннович» А. Толстого — Богдан Курюков
- 1977 — «Маленькая эта земля» Г. Джагарова — Весо
- 1977 — «Конёк-Горбунок» (П. П. Ершов) — 1-й стражник
- 1977 — «Так и будет» К. Симонова (режиссёры: Л. Варпаховский, В. Сверчков, Г. Холопова) — Вася Каретников
- 1977 — «Царь Федор Иоаннович» А. Толстого — Слуга Бориса
- 1978 — «Возвращение на круги своя» И. Друцэ — Гольденвейзер
- 1978 — «Перед заходом солнца» Г. Гауптмана — Фотограф
- 1978 — «Любовь Яровая» (К. А. Тренёв) — Костюмов
- 1978 — «Горе от ума» (А. С. Грибоедов) — Г-н D
- 1978 — «Ревнивая к себе самой» (Т. де Молина) — Сантильяно
- 1978 — «Царь Федор Иоаннович» А. Толстого — Красильников
- 1978 — «Плутни Скапена» (Мольер) — Скапен
- 1978 — «Русские люди» К. Симонова — Козловский
- 1979 — «Конёк-Горбунок» (П. П. Ершов) — 2-й стражник
- 1979 — «Господа Головлевы» по роману М. Салтыкова-Щедрина — Мужик
- 1979 — «Король Лир» У. Шекспира — Слуга Корнуола
- 1980 — «Вина» Л. Кургатникова — Круглов
- 1980 — «Каменный цветок» П. Бажова — Северьян Убойца, приказчик
- 1981 — «Целина» Л. Брежнева — Матрос
- 1982 — «Целина» Л. Брежнева — Тракторист
- 1982 — «Ревизор» Н. Гоголя — Уховертов
- 1983 — «Умные вещи» С. Маршака — Наследник
- 1983 — «Мой любимый клоун» В. Ливанова — Синицын
- 1983 — «Сирано де Бержерак» Э. Ростана — Гвардеец
- 1984 — «Утренняя фея» (А. Касона) — Парень
- 1985 — «Конёк-Горбунок» (П. П. Ершов) — Царь
- 1985 — «Картина» Д. Гранина — Илья Самсонович, Матвей
- 1985 — «Из воспоминаний идеалиста» А. Чехова — Воробьев-Соловьев, Балалайкин
- 1986 — «Человек, который смеется» В. Гюго — 2-й клерк
- 1987 — «Недоросль» Д. Фонвизина — Вральман
- 1987 — «Обсуждению подлежит» А. Косенкова — Михаил Корякин, механизатор
- 1987 — «Живой труп» Л. Толстого — Афремов
- 1988 — «Иван» А. Кудрявцева — Вася Фунтик
- 1989 — «Сказки Голливуда» К. Хэмптона — Брехт
- 1989 — «Хищники» А. Писемского — Шуберский, Мамлин
- 1989 — «Ночь игуаны» Т. Уильямса — Хэнк
- 1989 — «Царь Федор Иоаннович» А. Толстого — Хворостинин
- 1989 — «Живой труп» Л. Толстого — Коротков
- 1991 — «Князь Серебряный» A. Толстого — Михеич
- 1995 — «Снежная королева» Е. Шварца, режиссёр В. Иванов — Ворон
- 1996 — «Царь Борис» А. Толстого — Барон Логау
- 1996 — «Горячее сердце» A. Островского — Гаврила
- 1998 — «Лес» А. Островского — Восмибратов
- 1999 — «Король Густав Васа» А. Стриндберга, режиссёр А. Нордстрём — Нильс
- 2002 — «Царь Федор Иоаннович» А. Толстого — Голубь-отец
- 2003 — «Таинственный ящик» П. Каратыгина — мыльный фабрикант Мерлюш
- 2004 — «Три сестры» А. Чехова — Ферапонт
- 2004 — «Свадьба, свадьба, свадьба» (по А. П. Чехову), режиссёр В. Н. Иванов — Эпаминонд Апломбов
- 2005 — «Смерть Тарелкина» А. В. Сухово-Кобылина, режиссёр В. Е. Федоров — генерал Варравин[3]
- 2006 — «Ревизор» Н. В. Гоголя, режиссёр Ю. М. Соломин — доктор Гибнер
- 2007 — «Лес» А. Н. Островского, режиссёр Ю. М. Соломин — Карп
- 2007 — «Власть тьмы» Л. Толстого, режиссёр Ю. М. Соломин — Аким
- 2008 — «Ревизор» Н. В. Гоголя, режиссёр Ю. М. Соломин — Лука Лукич Хлопов, почтмейстер Шпекин
- 2009 — «Свои люди — сочтемся» А. Н. Островского, режиссёр А. Четверкин — Самсон Силыч Большов
- 2009 — «Умные вещи» С. Я. Маршака, режиссёр В. Фёдоров — Старый солдат
- 2012 — «Бесприданница» А. Н. Островского — Робинзон

### Фильмография
- 1974 — Перед заходом солнца (фильм-спектакль) — эпизод
- 1974 — Тореадор (фильм-спектакль) — Носов
- 1977 — Горе от ума (фильм-спектакль) — слуга в доме Фамусова
- 1977 — Оптимистическая трагедия (фильм-спектакль) — матрос (нет в титрах)
- 1980 — Ревнивая к себе самой (фильм-спектакль) — Сантильяно
- 1981 — Царь Фёдор Иоаннович (фильм-спектакль) — Иван Красильников
- 1982 — Король Лир (фильм-спектакль) — слуга Корнуола
- 1982 — Печники — балагур
- 1983 — Привет с фронта — раненый
- 1983 — Умные вещи (фильм-спектакль) — начальник стражи
- 1983 — Фома Гордеев (фильм-спектакль) — эпизод (нет в титрах)
- 1984 — Берег его жизни (3-я серия) — крестьянин
- 1985 — Ревизор (фильм-спектакль) — эпизод (нет в титрах)
- 1991 — Ночь игуаны (фильм-спектакль) — Хэнк
- 1992 — Роковые яйца (фильм-спектакль) — Александр Семёнович Рокк, председатель совхоза капитан дальнего плавания, репортёр/ сотрудник ГПУ /
- 2003 — Таинственный ящик (фильм-спектакль) — Мерлюш, мыльный фабрикант
- 2005 — Лес (фильм-спектакль) — Иван Петрович Восмибратов, купец, торгующий лесом
- 2005 — Три сестры (фильм-спектакль) — Ферапонт, сторож из земской управы
- 2007 — Спецгруппа (фильм 4: Точка разлома) — эпизод
- 2008 — Смерть Тарелкина (фильм-спектакль) — Максим Кузьмич Варравин
- 2009 — Власть тьмы (фильм-спектакль) — Аким, отец Никиты, 50-ти лет, мужик невзрачный, богобоязненный

## Личная жизнь
- Жена — Мария Стерникова (1944—2023), актриса, имела детей от двух предыдущих браков, которые воспитывались в новой семье[4]:
  - От брака с актёром Алексеем Стычкиным — дочь Екатерина Стычкина (Горшкова)[5] (род. 1968), — режиссёр, сценаристка, актриса, продюсер, окончила Университет Джорджа Вашингтона, проживает с семьёй в Лос-Анджелесе.
  - От брака с актёром Валерием Носиком (1940—1995) — сын Александр Носик (род. 1971), актёр и телеведущий.

## Звания и награды
- Заслуженный артист Российской Федерации (26.07.2000)[6]
- Народный артист Российской Федерации (21.03.2007)[7]